# 德龄 (清朝将领)
德龄（1747年-1799年）， 纳喇氏或那拉氏，满洲镶白旗人。清朝将领，镇安将军常赉之孙。

## 生平
时隶镶白旗满洲德雯（亦德文）佐领下，由太常寺读祝官、拜唐阿累擢銮舆卫冠军使。出为直隶通州、山永协副将，擢山西太原镇总兵。嘉庆初，川楚教乱，驻防四川，先后随成都将军观成、庆成作战。嘉庆四年，在四川殁于阵，予骑都尉世职，孙文玉袭爵，《清史稿：列传一百三十六》有传。
家族世袭镶白旗满洲第三㕘领第十二世管佐领（载《钦定八旗通志》）。

## 家族
根据《八旗滿洲氏族通譜》、乾隆甲寅科舉人鍾秀同年齿录、台湾故宫文献资料和《钦定八旗通志》整理。
- 先祖（明代）世祖王忠 (哈达部长)（又哈達那拉氏，汪濟外蘭 (王忠)）。
- 先祖蘇巴海，首任镶白旗满洲第三㕘领第十二世管佐领（系国初以哈达地方来归人丁编立，载《钦定八旗通志》）。“蘇巴海，鑲白旗人，萬之叔旺濟外蘭之曽孫也，世居哈達地方，國初率滿洲二百人来歸，編佐領，令其長子莽果統之”（据《八旗滿洲氏族通譜》卷23）。该哈達納喇氏实际上和乌拉納喇氏祖上同源，故本家族隐士诗人马长海的著作《雷溪草堂诗集》上有乌拉納喇氏查克殚（查承斋）（父镶白旗滿洲文华殿大学士查郎阿）题跋自称是马长海的侄子。
- 天祖莽果，袭镶白旗满洲第三㕘领第十二世管佐领。胞兄：
  - 唐武，袭镶白旗满洲第三㕘领第十二世管佐领，吏部郎中兼㕘领。其子薩爾岱原任前鋒叅領，阿爾岱原任頭等侍衛。
  - 星鼐（又兴鼐），袭镶白旗满洲第三㕘领第十二世管佐领，授騎都尉、三等輕車都尉、二等輕車都、一等輕車都尉、二等男，户部侍郎《钦定八旗通志：大臣传三十四》卷168有传。其孙儿禅布，袭镶白旗满洲第三㕘领第十二世管佐领。
- 高祖父馬拉（又玛兰），原任副都統。胞兄洪尼礼，长史，袭镶白旗满洲第三㕘领第十二世管佐领。
- 曾祖父玛奇（又馬緝、马期，？-1696），初授顯親王（富綬）護衛兼佐领，累遷鑲白旗滿洲都統，袭镶白旗满洲第三㕘领第十二世管佐领，从征云南有功，授镇安将军。正黄旗汉军诗人李鍇作《镇安将军马公告身跋》（载盛昱、楊鍾羲《八旗文経》卷22）。
  - 胞兄喀啟（又喀爾奇），以巴牙喇壯達從軍，署巴牙喇甲喇章京（护军参领），從征湖廣、江西，敗吳三桂將夏國相於萍鄉、謝勝先於瀏陽、吳國貴於武岡，授一等雲騎尉，配觉罗氏。其子光图，孙儿护军参领世袭雲騎尉那福；曾孙乾隆甲午科舉人那靈阿（字雲巖），甘肃迪化州直隸州知州、甘肃武乡试同考官，妻觉罗氏（父御前侍卫、护军参领加都统衔兴福），嘉庆十一年(1806)乌鲁木齐都统和瑛奉旨审理那灵阿和乌鲁木齐都统宗室奇臣往来宴会贪腐案；玄孙乾隆甲寅科舉人鍾秀（此家族分支：喀啟-光图-明福-那灵阿-鍾秀），妻觉罗氏（父乾隆已卯科举人、奉天锦县知县阿青阿）。
- 祖父：常賚，雍正旧邸之人，历任廣東布政使、雲南廵撫、刑部侍郎、宁夏将军、镇安将军，出征凖噶爾，任内大臣(清朝)。祖母鄂卓氏。
  - 祖伯父：隐士诗人马长海（又长海），著有《雷溪草堂集》。
  - 祖伯父：齐格，礼科掌印给事中兼㕘领，袭镶白旗满洲第三㕘领第十二世管佐领。其子那尔赛，袭镶白旗满洲第三㕘领第十二世管佐领。
- 父：那善（亦那山），袭镶白旗满洲第三㕘领第十二世管佐领，湖廣道監察御史、內閣侍讀學士。那善佐领下人宜特墨氏勒尔谨是乾隆翻译进士，官至陕甘总督，因甘肃冒赈案贪污事发，被赐死。
  - 叔伯：那福，护军参领世袭雲騎尉。
  - 姑母：納喇氏，分别嫁宗室愛善（宗室白努機，先祖穆爾哈齊）、宗室春華（父宗室永傑，祖父肅親王成信）。
- 兄弟（即常賚之孙）：
  - 德彬（亦德斌），郡君多罗額驸兼公中佐领、广西浔州副将。妻郡君愛新覺羅氏（胞兄裕僖郡王亮煥，父裕莊親王廣祿 (清朝宗室)，祖父悼親王保綬，曾祖裕憲親王福全 ）。
  - 德文（亦德雯），袭镶白旗满洲第三㕘领第十二世管佐领（载《钦定八旗通志》）。
  - 德年，太常寺读赞、盛京工部主事。
- 姐妹（祖父常賚）：哈達納喇氏，系正蓝旗满洲、嘉庆翰林、刑部左侍郎他塔喇氏秀堃之母。
- 子侄：乾隆甲寅科舉人鍾秀、庆善、春格、兴昌、兴平等众多。
- 孙：文玉袭骑都尉爵。